# Gölbek, Gölbaşı
Gölbek là một xã thuộc huyện Gölbaşı, tỉnh Ankara, Thổ Nhĩ Kỳ. Dân số thời điểm năm 2011 là 164 người.